# Bloque Socialista
El Bloque Socialista (BS) fue una coalición política chilena constituida el 6 de septiembre de 1983 que agrupaba a partidos y movimientos del área socialista. Fue disuelto en 1986.

## Historia
Su origen fue resultado, en gran medida, del proceso de la Convergencia Socialista e incluyó a los partidos y movimientos que habían conformado el Secretariado de la Convergencia, es decir, la Izquierda Cristiana (IC), el Movimiento de Acción Popular Unitaria (MAPU), el MAPU Obrero Campesino (MAPU-OC), el PS XXIV Congreso-Altamirano (PS-Núñez desde 1985), el Grupo por la Convergencia Socialista (que reunía a intelectuales como Manuel Antonio Garretón, Tomás Moulian, José Joaquín Brunner y Eugenio Tironi, quienes se incorporaron al PS-Núñez en 1985) y la Convergencia Socialista Universitaria.
El PS renovado adhirió, paralelamente, a la Alianza Democrática en 1983. En noviembre de 1984, se incorporó el Movimiento Social Demócrata. 
A fines de 1985, el MAPU-OC se disuelve (y se incorpora al PS-Núñez) y la IC se retira del BS, quedando reducido al MAPU y al PS-Núñez. Producto de su debilitamiento en desmedro de la AD, y las diversas diferencias internas manifestadas en la suspensión de su Asamblea Nacional en enero de 1986, el Bloque se disolvió dicho año.

## Composición
| Partido                                      | Período   |
| -------------------------------------------- | --------- |
| Socialista-Altamirano (PS-Altamirano)        | 1983-1986 |
| Izquierda Cristiana (IC)                     | 1983-1985 |
| Movimiento de Acción Popular Unitaria (MAPU) | 1983-1986 |
| MAPU Obrero Campesino (MAPU/OC)              | 1983-1985 |
| Movimiento Social Demócrata (MSD)            | 1984-1985 |

## Ideología
Se definía como "una corriente de izquierda renovadora", que "intentaba conformar una nueva izquierda, despegada del leninismo, autónoma del Partido Comunista de Chile y capaz de desarrollar fundamentaciones novedosas." En esta línea, "rescatada las características fundacionales del socialismo chileno, es decir, su acento anticomunista, su carácter autónomo, su rechazo a los métodos violentos", propugnando constituir un "movimiento democrático, popular y nacional, que logre superar la fatal división entre la izquierda y el centro político".
En el comunicado que anunció la formación del Bloque Socialista, se indicaba que la democratización del país requería una fuerza socialista unificada y como una alternativa de la izquierda no incorporada al Movimiento Democrático Popular (MDP).
Entre sus objetivos principales se encontraban los siguientes:
- Expresar fiel y democráticamente las diferentes manifestaciones políticas, sociales y culturales del socialismo histórico y del socialismo proveniente de las nuevas vertientes.
- Sintetizar, recoger y desarrollar los grandes valores del socialismo histórico chileno y los principios de la renovación socialista.
- Constituirse en un actor político nacional y en una instancia que avance en forma definitiva en la unificación orgánica de todas las expresiones existentes, tanto partidarias como independientes, que forman parte del socialismo chileno (…)[5]

Para la materialización de estos objetivos implementan todas las formas orgánicas necesarias en la perspectiva de avanzar hacia una nueva síntesis partidaria del socialismo.
Finalmente manifestaba, "como Bloque Socialista, su adhesión a la Alianza Democrática, estimándola un factor clave en la democratización del país".